# Marmaray
Marmaray es el sistema de transporte suburbano ferroviario de la ciudad turca de Estambul. Se compone de un túnel ferroviario submarino bajo el estrecho del Bósforo y la modernización de las líneas ferroviarias suburbanas existentes a lo largo del mar de Mármara desde la estación de Halkalı en la parte europea hasta la estación de Gebze en el lado asiático. El proyecto incluye la adquisición de nuevo material rodante para el tráfico de pasajeros de cercanías. La construcción comenzó en 2004, con apertura prevista para abril de 2009. Sin embargo, después de varios retrasos debido a hallazgos arqueológicos, la primera fase del proyecto se abrió al público el 29 de octubre de 2013.
El nombre de Marmaray proviene de la combinación del nombre del mar de  Mármara al cual bordea, con el sufijo ray que es el equivalente en turco de la palabra rail.

## Características
El cruce del Estrecho del Bósforo se realiza a través de un tubo de 1.8 km que ha sido a excavado 55 m bajo el nivel del mar. Montado en 18 secciones, el sistema es a prueba de terremotos. Los dos accesos se encuentran en Yenikapı del lado europeo, y en Söğütlüçeşme del lado asiático. Las estaciones intermedias son Sirkeci en el lado europeo y Üsküdar en la parte asiática. La nueva estación de Yenikapı conecta con el metro de Estambul y con el tren ligero que sirve el Aeropuerto Internacional Atatürk.

## Galería

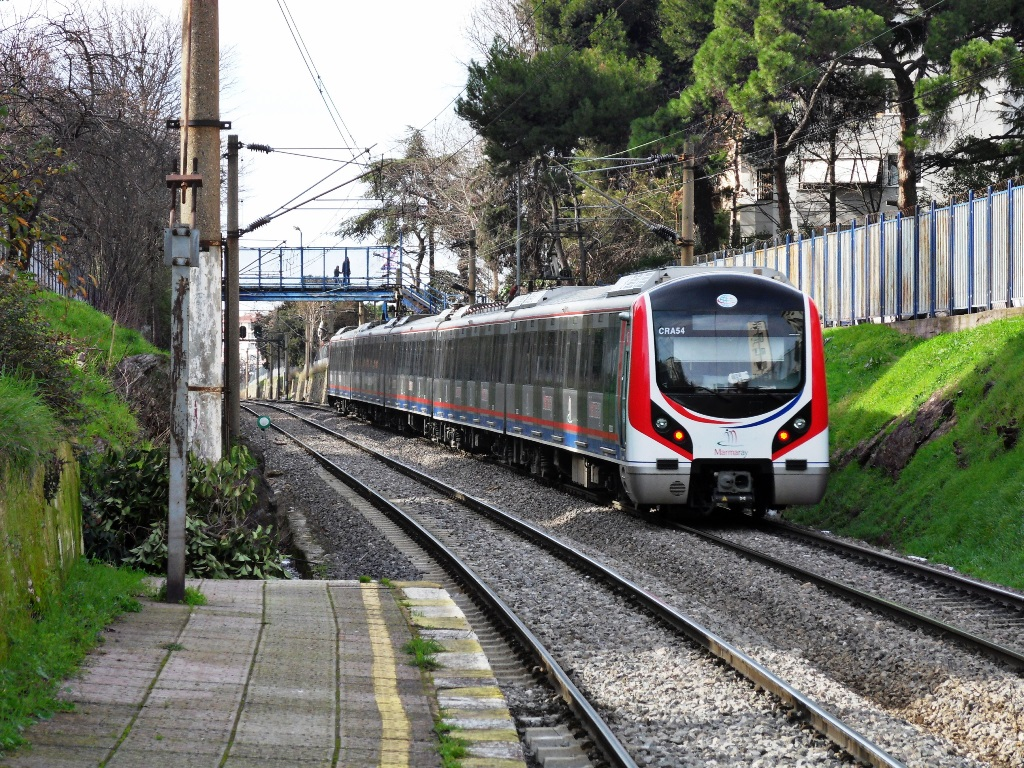
Tren Marmaray
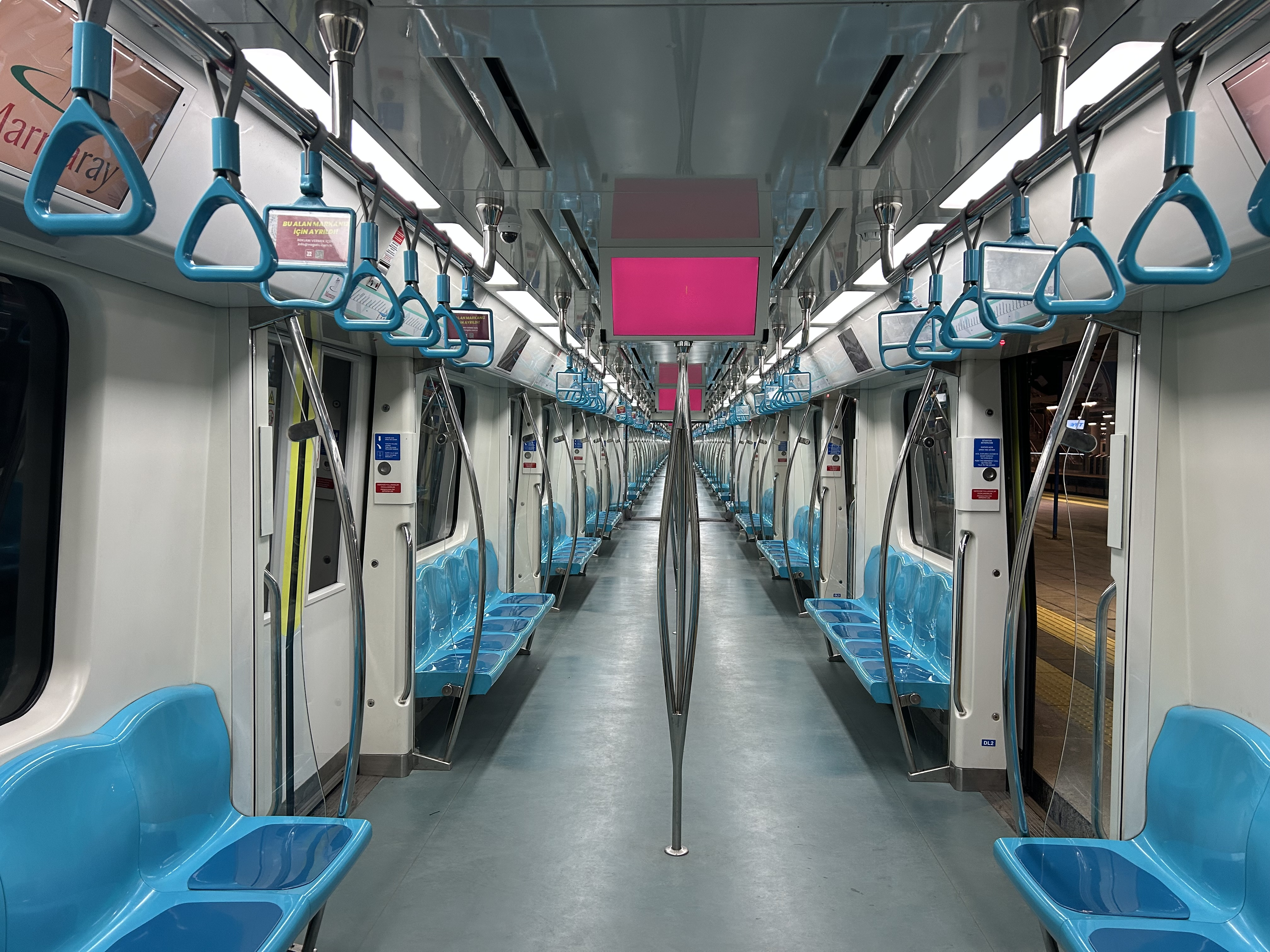
Dentro del tren Marmaray
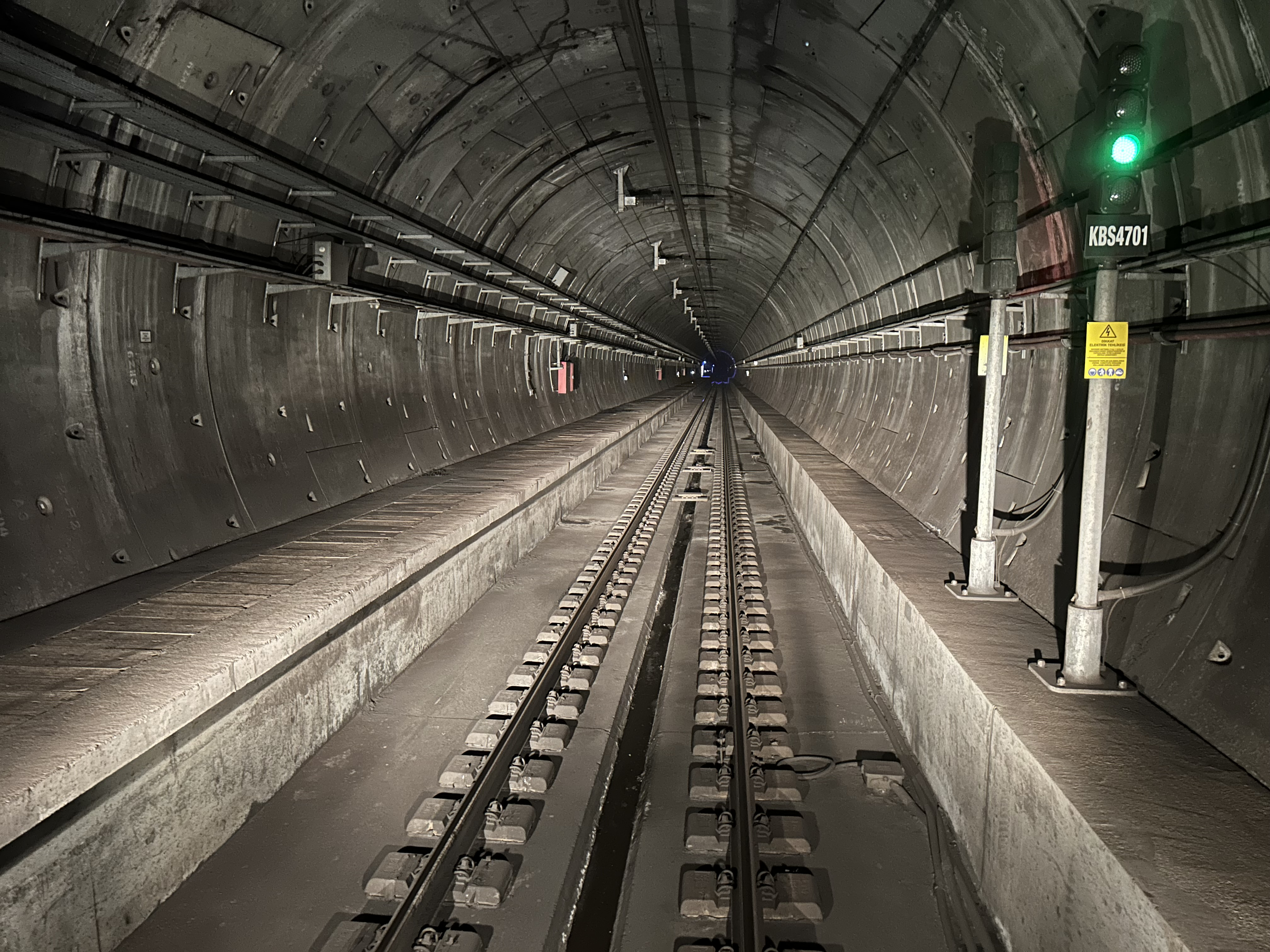
Vista del túnel
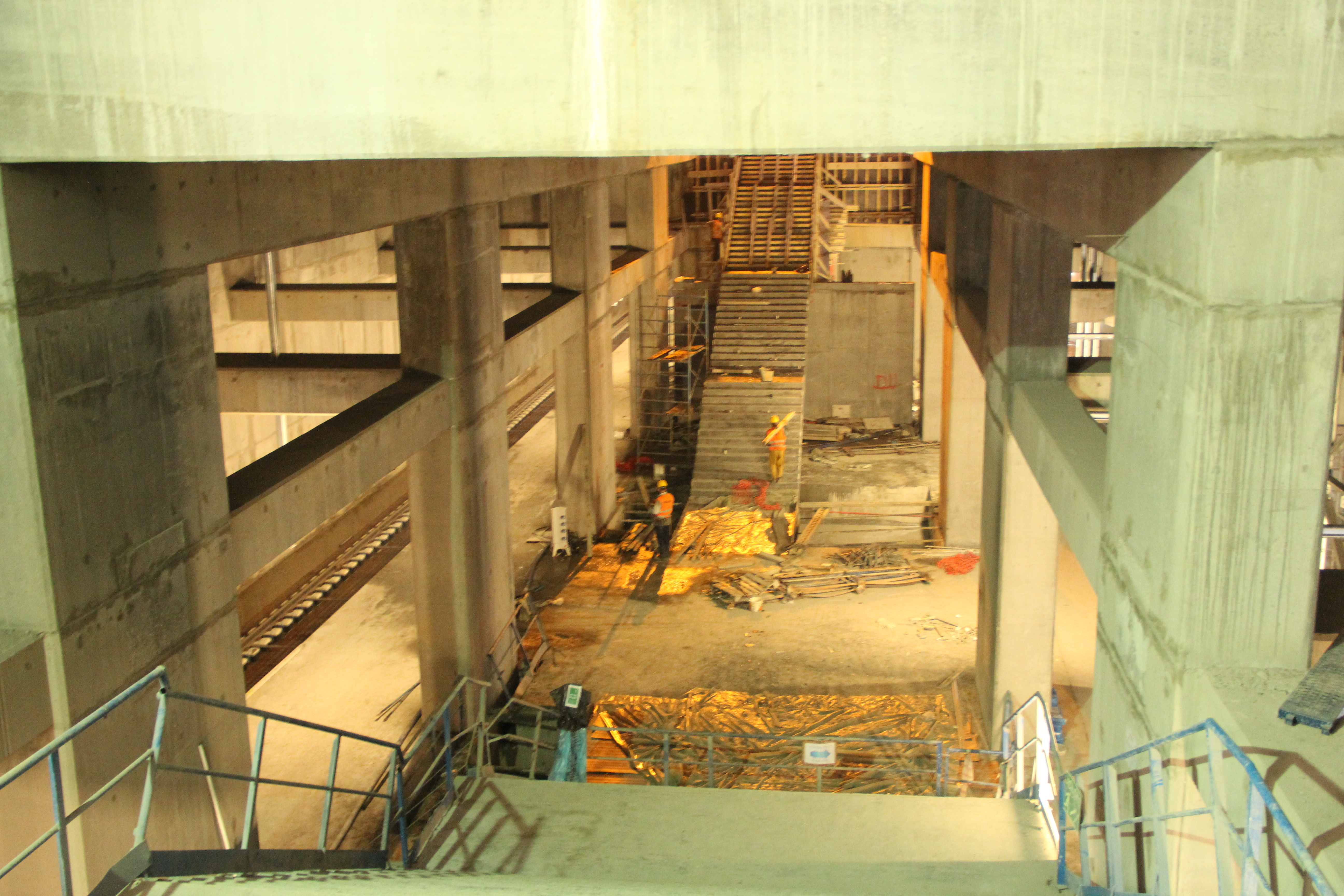
Escaleras mecánicas bajo construcción
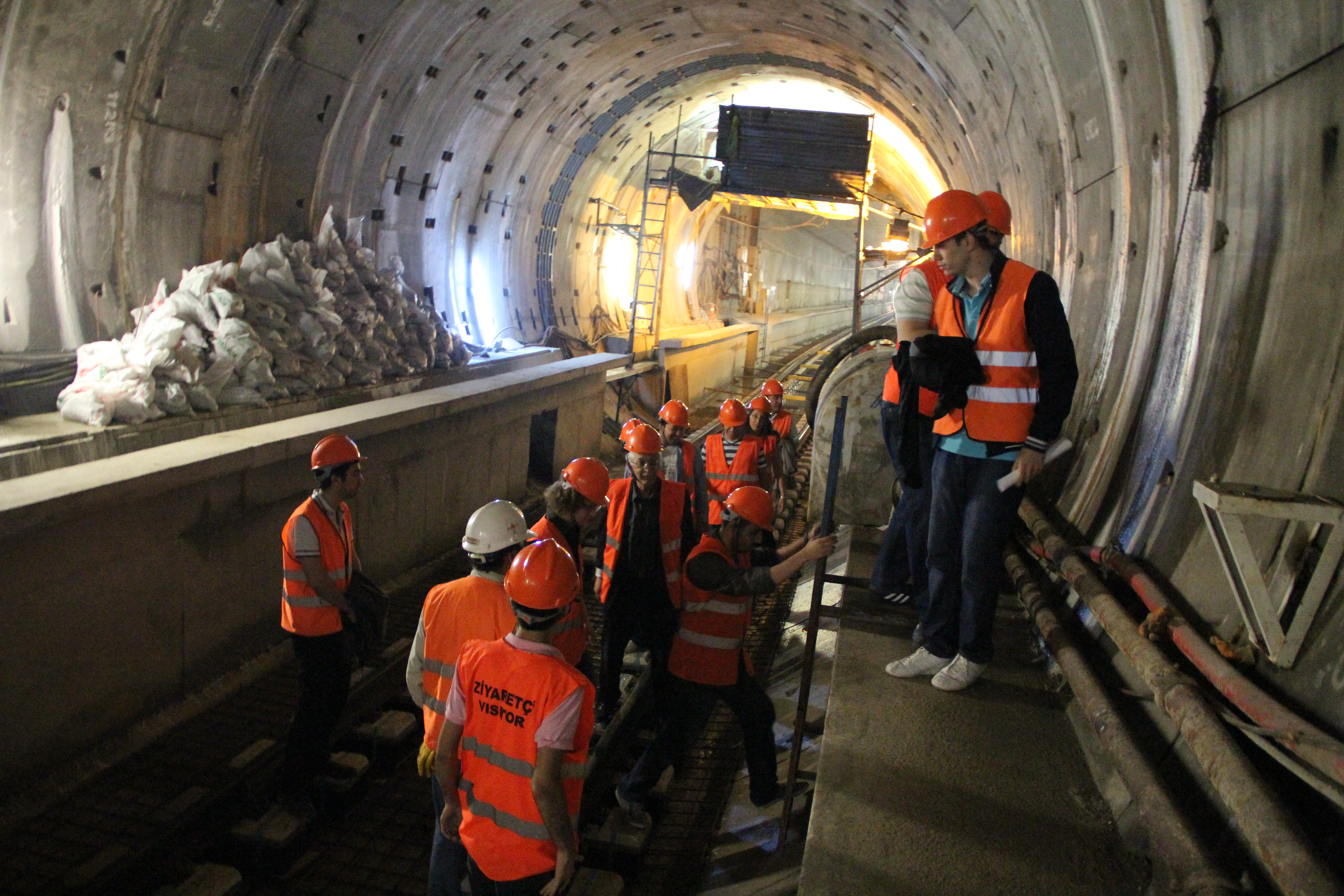
Dos métodos de excavación diferentes
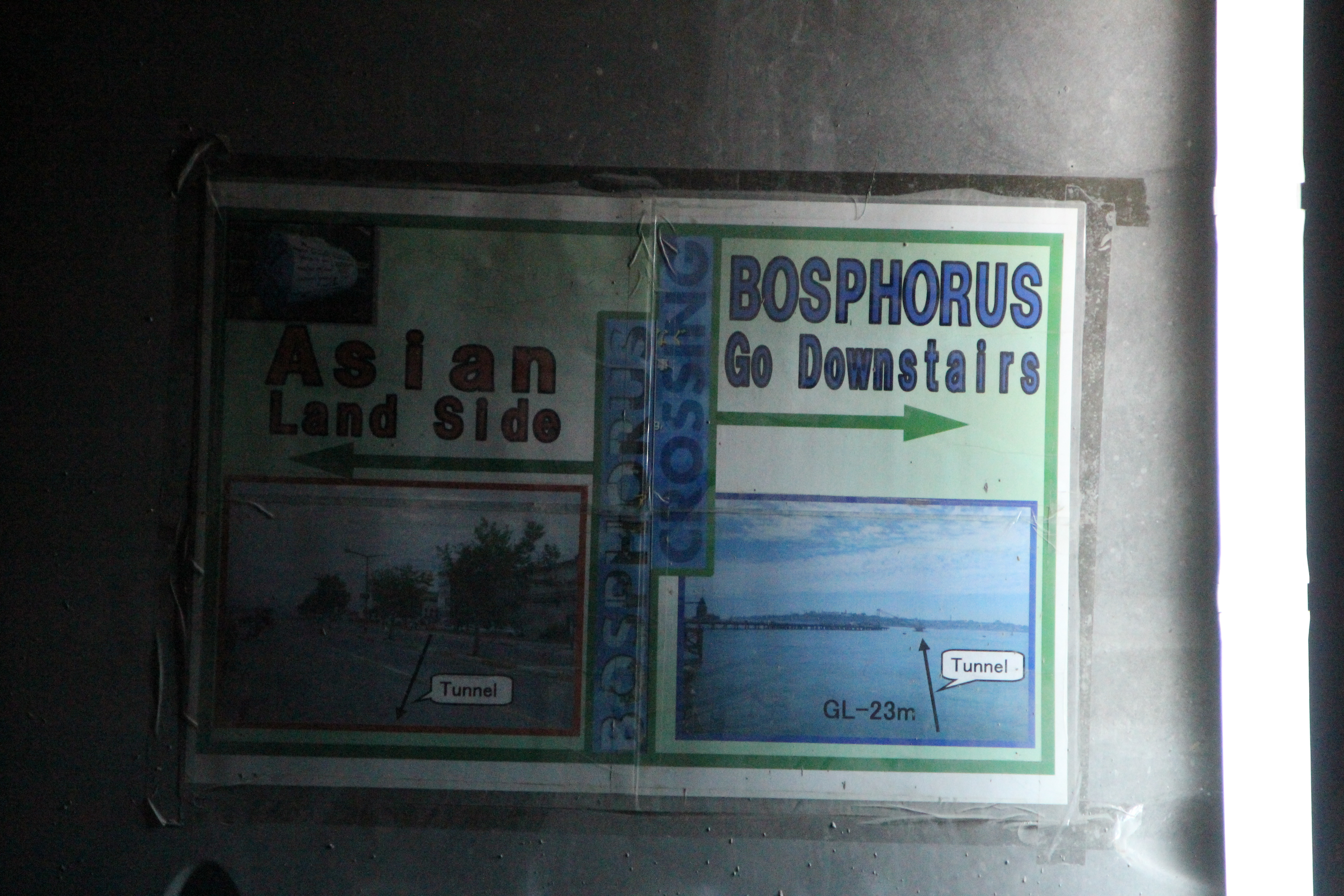
Placa de señales en el túnel